# Židovinjak
 Židovinjak  falu Horvátországban Krapina-Zagorje megyében. Közigazgatásilag Bedekovčinához tartozik.

## Fekvése
Zágrábtól 29 km-re északra, községközpontjától  5 km-re északnyugatra a Horvát Zagorje területén fekszik.

## Története
A faluban a középkorban nemesi kúria állt, mely azonban még abban az időben megsemmisült.
1857-ben 169, 1910-ben 261 lakosa volt. Trianonig Varasd vármegye Zlatari járásához tartozott. A településnek 2001-ben 229 lakosa volt.

## Külső hivatkozások
- Bedekovčina község hivatalos oldala